# Pic Moscou
Le pic Moscou est un sommet du Tadjikistan s'élevant à 6 785 mètres d'altitude dans le chaînon Pierre Ier, dont il constitue le point culminant, dans le Pamir.